# Colonia Cucuhapan
Colonia Cucuhapan är ett samhälle i kommunen Lerma i delstaten Mexiko i Mexiko. Samhället hade 419 invånare vid folkräkningen år 2020.